# Mozartius testaceus
Mozartius testaceus är en skalbaggsart som beskrevs av Shuhei Nomura och Takeshiko Nakane 1951. Mozartius testaceus ingår i släktet Mozartius och familjen Aphodiidae. Utöver nominatformen finns också underarten M. t. shikokuensis.